# Cydistomyia pseudoardens
Cydistomyia pseudoardens är en tvåvingeart som beskrevs av Taylor 1913. Cydistomyia pseudoardens ingår i släktet Cydistomyia och familjen bromsar. Inga underarter finns listade i Catalogue of Life.